# یورن لانده

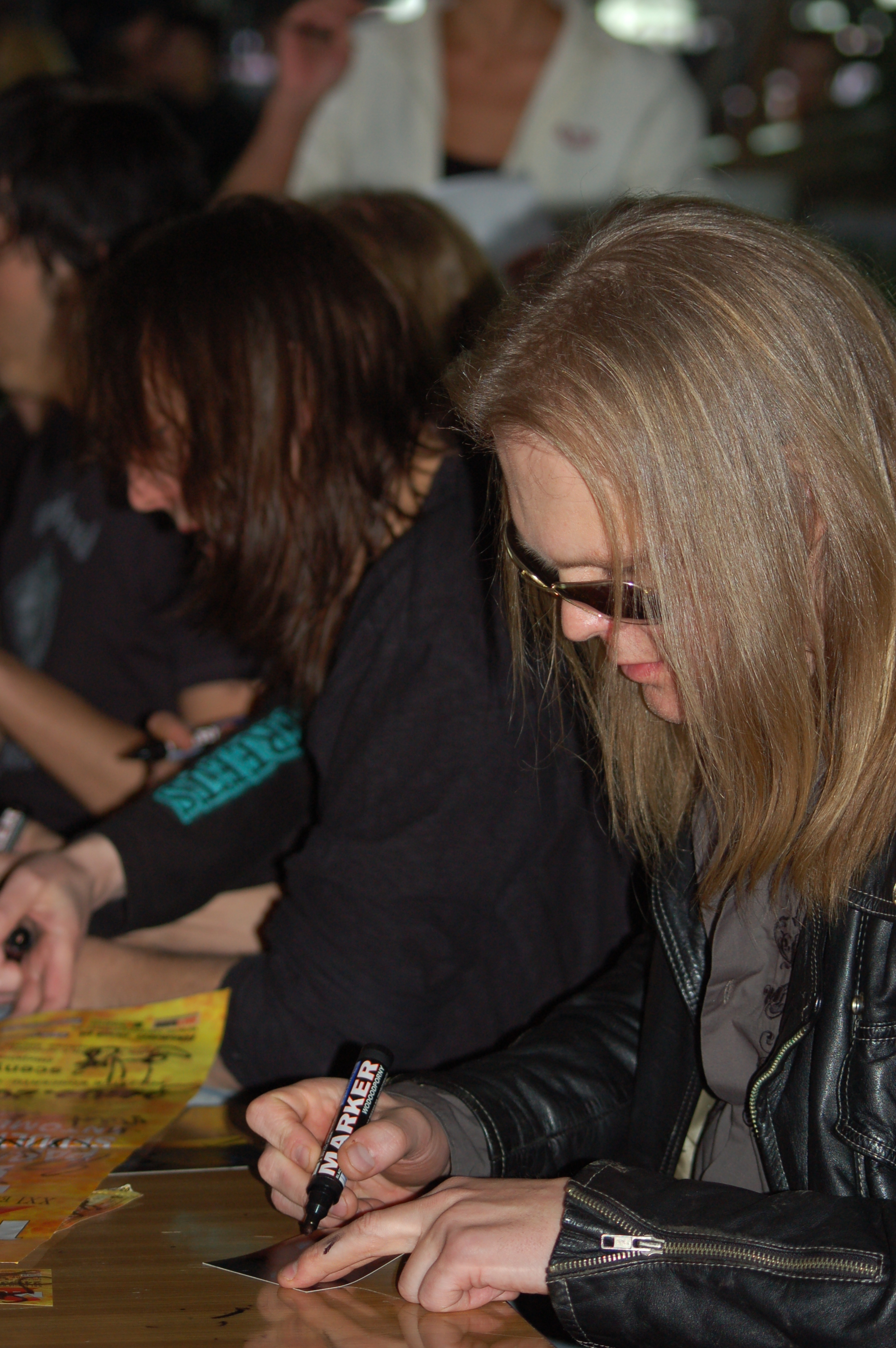
لانده در سال ۲۰۰۷

یورن لانده (به نروژی: Jørn Lande) خواننده سبک هوی متال اهل نروژ است.
او در پروژه‌های مختلفی فعالیت می‌کند و عضو پیشین گروه‌های موسیقی آرک، مسترپلن، آلن/لانده، بیاند توییلایت و اسنیک بوده است و افزون بر آن‌ها آثار خود را به صورت انفرادی با عنوان یورن پخش می‌کند. او تاکنون بیش از هفت میلیون از کارهایش در سرتاسر جهان فروش رفته است.